# Dmitrij Trunenkov
Dmitrij Vjačeslavovič Trunenkov (in russo Дмитрий Вячеславович Труненков?; traslitterazione anglosassone Dmitry Vyacheslavovich Trunenkov; Taseevo, 19 aprile 1984) è un bobbista russo.

## Biografia
Viene ricordato come vincitore di una medaglia d'argento nella sua disciplina, vittoria avvenuta nel 2008 ai campionati mondiali (edizione tenutasi a Altenberg, Germania) insieme ai connazionali Aleksandr Zubkov, Dmitrij Stëpuškin e Roman Orešnikov. Nell'edizione il bronzo e l'oro andarono alle nazionali tedesche.
Ai giochi di Soči 2014 aveva vinto la medaglia d'oro nel bob a quattro ma il 27 novembre 2017 la commissione disciplinare del Comitato Olimpico Internazionale prese atto delle violazioni alle normative antidoping compiute da Trunenkov in occasione di quelle Olimpiadi, annullando conseguentemente i risultati ottenuti, obbligandolo a restituire la medaglia ricevuta e proibendogli di partecipare a qualunque titolo a future edizioni dei Giochi olimpici.. Il 1º febbraio 2018 il Tribunale Arbitrale dello Sport, dopo aver preso in esame il ricorso presentato da Trunenkov, ha annullato tutte le sanzioni comminatagli dal CIO; tuttavia la medaglia non gli fu restituita in quanto venne confermata la squalifica nei confronti dei compagni Aleksandr Zubkov e Aleksej Voevoda.

## Palmarès

### Mondiali
- 2 medaglie:
  - 2 argenti (bob a quattro a Altenberg 2008; bob a quattro a Sankt Moritz 2013).

### Europei
- 4 medaglie:
  - 1 oro (bob a quattro a St. Moritz 2009);
  - 3 argenti (bob a quattro a Cortina 2007; bob a quattro a Winterberg 2011; bob a quattro a Altenberg 2012).